# Arquidiocese de Campinas
A Arquidiocese de Campinas (em latim: Archidiœcesis Campinensis) é uma divisão territorial da Igreja Católica no estado de São Paulo.

## Breve histórico
Campinas do Mato Grosso surgiu com a vinda de exploradores jundiaienses para a região que se iniciava em Rocinha (Vinhedo) e se estendia até o Rio Atibaia pelos lados de Mogi dos Campos (Mogi Mirim). Procedente de Taubaté, chegou ao povoado, em 1741, Francisco Barreto Leme, fundador de Campinas, acompanhado de imigrantes lavradores, localizando-se na região onde fica o atual bairro do Taquaral.
Foi Dom Frei Manuel da Ressurreição, do Bispado de São Paulo, quem permitiu a construção da primeira capela provisória. A Paróquia foi criada a 14 de julho de 1774, tomando posse o pároco Frei Antônio de Pádua Teixeira. Terminada a construção, sede da Freguesia Nossa Senhora da Conceição, onde é hoje a Basílica Nossa Senhora do Carmo, Frei José Monte Carmelo Siqueira inaugurou-a a 25 de julho de 1781. A Matriz nova, atual Catedral Metropolitana, começou a ser construída após decisão tomada em uma reunião realizada a 6 de outubro de 1807. Tendo as obras sido paralisadas por falta de recursos, a Matriz somente pôde ser inaugurada 76 anos depois, a 8 de dezembro de 1883.
No Pontificado do Papa Leão XIII, nos fins do século XVIII, surgiu a ideia da criação da Diocese de Campinas. A Diocese de Campinas foi criada por ordem do Papa Pio X ocorrida a 7 de junho de 1908. A nova diocese era o resultado da execução da Bula Pontifícia Diœcesium nimiam amplitudinem pelo qual a diocese de São Paulo fora elevada a Arquidiocese, dela fazendo parte a Diocese de Curitiba, desanexada da província eclesiástica de São Sebastião do Rio de Janeiro e as cinco novas Dioceses de Taubaté, Campinas, Botucatu, São Carlos e Ribeirão Preto, fixando anexo à Arquidiocese como parte integrante do seu território o Santuário de Nossa Senhora Aparecida.
A Bula do Santo Padre Pio X foi executada por Dom Alessandro Bavona, Núncio Apostólico, no dia 8 de setembro de 1908. A proclamação da execução desse Decreto e consequente inauguração da Diocese, por ordem do Arcebispo de São Paulo, Dom Duarte Leopoldo e Silva, foi feita no dia 18 de outubro de 1908, na Catedral, então Matriz de Nossa Senhora da Conceição, por Monsenhor Francisco de Campos Barreto. Com a posse do primeiro Bispo, Dom João Batista Corrêa Nery, no dia 1º de novembro de 1908, a Diocese de Campinas era uma realidade, de jure e de fato.

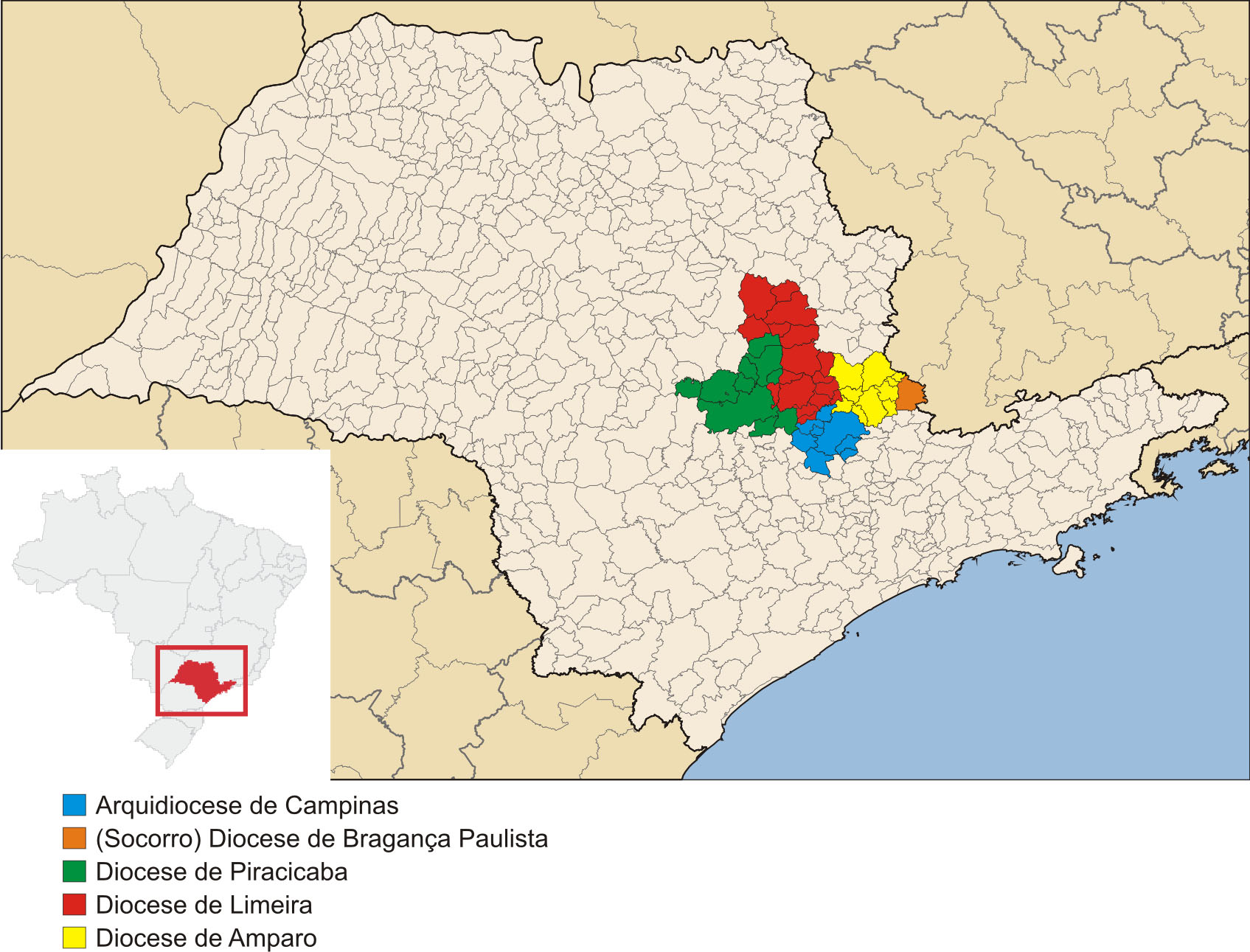
Mapa da Província Eclesiástica de Campinas.

A 19 de abril de 1958, o Papa Pio XII na Bula Pontifícia Sacrorum antistitum criou a Província Eclesiástica de Campinas, elevando a Igreja Catedral ao título, dignidade e grau de Igreja Arquiepiscopal Metropolitana e seu bispo diocesano, Dom Paulo de Tarso Campos, a Arcebispo Metropolitano.
A Diocese de Campinas, criada em 1908, tinha uma área territorial imensa (figura em destaque). Com a criação da Diocese de Bragança Paulista, em 24 de julho de 1925, o município de Socorro (cor laranja no mapa) se separou da Diocese de Campinas.
Em 8 de março de 1932, o bispo Dom Francisco de Campos Barreto reconheceu a veracidade das famosas aparições marianas de Campinas reportadas pela irmã Amália de Jesus Flagelado e concedeu as devidas autorizações (entre elas, o Imprimatur) para a publicação dos seus escritos (que incluíam as mensagens de Jesus e da Virgem Maria) e das orações da Coroa (ou Rosário) de Nossa Senhora das Lágrimas. Em 20 de fevereiro de 1934, o mesmo prelado publicou uma carta episcopal e reforçou a importância da devoção a Nossa Senhora das Lágrimas.
No dia 26 de fevereiro de 1944, a Diocese de Campinas foi dividida pela primeira vez. O Decreto do Papa Pio XII criou a Diocese de Piracicaba (cor verde no mapa). A nova Diocese foi erigida no dia 3 de maio de 1944, tomando posse como Administrador Apostólico o então Bispo de Campinas, Dom Paulo de Tarso Campos.
No Pontificado de Paulo VI, em 5 de maio de 1976, foi criada a segunda Diocese desmembrada de Campinas, a Diocese de Limeira (cor vermelha no mapa), tendo sido escolhido Padre Tarcísio Ariovaldo do Amaral (CSSR), como primeiro Bispo Diocesano. A criação da Diocese de Limeira foi um pedido de Dom Antônio Maria Alves de Siqueira, justificado pelo grande desenvolvimento daquela região e, também, pela grande extensão territorial da Arquidiocese.
Em 23 de dezembro de 1997, o Papa João Paulo II atendeu ao pedido de desmembramento da Arquidiocese para a criação da Diocese de Amparo (cor amarela no mapa), designando seu primeiro Bispo, Dom Francisco José Zugliani.
A Arquidiocese de Campinas (cor azul no mapa) é composta, hoje, por nove Municípios: Campinas, Elias Fausto, Hortolândia, Indaiatuba, Monte Mor, Paulínia, Sumaré, Valinhos e Vinhedo, com uma população aproximada de 1,8 milhão de habitantes.
Em 2008 a Diocese de Campinas comemorou seu centenário de criação e a Arquidiocese de Campinas seu cinquentenário de elevação.

## Bispos e arcebispos
Bispos e arcebispos locais:
|                      | Nome                              | Período    | Notas                               |
| Arcebispos           | Arcebispos                        | Arcebispos | Arcebispos                          |
| -------------------- | --------------------------------- | ---------- | ----------------------------------- |
| 6.º                  | João Inácio Müller, O.F.M.        | 2019–atual | Arcebispo Arquidiocesano            |
| 5.º                  | Airton José dos Santos            | 2012–2018  | Nomeado Arcebispo de Mariana        |
| 4.º                  | Bruno Gamberini †                 | 2004–2011  |                                     |
| 3.º                  | Gilberto Pereira Lopes            | 1982–2004  |                                     |
| 2.º                  | Antônio Maria Alves de Siqueira † | 1968–1982  |                                     |
| 1.º                  | Paulo de Tarso Campos †           | 1958–1968  |                                     |
| Arcebispos-coadjutor |                                   |            |                                     |
|                      | Antônio Maria Alves de Siqueira † | 1966–1968  |                                     |
|                      | Gilberto Pereira Lopes            | 1975–1982  |                                     |
| Bispos-auxiliar      |                                   |            |                                     |
|                      | Luís Antônio Guedes               | 1997–2001  | Nomeado bispo de Bauru              |
|                      | Bernardo José Bueno Miele †       | 1962–1967  | Nomeado arcebispo de Ribeirão Preto |
|                      | Joaquim Mamede da Silva Leite †   | 1916–1947  |                                     |
| Bispos               |                                   |            |                                     |
| 3.º                  | Paulo de Tarso Campos †           | 1941–1958  | Elevado a Arcebispo                 |
| 2.º                  | Francisco de Campos Barreto †     | 1920–1941  |                                     |
| 1.º                  | João Batista Corrêa Nery †        | 1908–1920  |                                     |

## Foranias e Paróquias
Composição
A arquidiocese é composta por 13 foranias sendo 8 na cidade de Campinas (Imaculada Conceição, Nossa Senhora Aparecida, Nossa Senhora de Fátima, Sant'Ana, Santa Mônica, São Francisco de Assis, São João XXIII e São José) e 5 Foranias distribuídas nas demais cidades sendo: Paulínia (Forania Santa Teresinha do Menino Jesus), Sumaré (Forania Cristo Rei), Hortolândia e Monte Mor (Forania Nossa Senhora do Patrocínio), Elias Fausto e Indaiatuba (Forania São José de Anchieta), Valinhos e Vinhedo (Forania Santa Cruz).

### Forania Imaculada Conceição
- Catedral Nossa Senhora da Conceição - Centro
- Basílica Nossa Senhora do Carmo - Centro
- Paróquia Divino Salvador - Bairro Cambuí
- Paróquia Nossa Senhora das Dores - Bairro Cambuí
- Paróquia Sagrado Coração de Jesus - Bairro Botafogo
- Paróquia São Benedito - Centro
- Paróquia São Jung Ha Sang (Coreana) - Bairro Cambuí
- Paróquia São Paulo Apóstolo - Jd. Guanabara
- Santuário Menino Jesus de Praga - Bairro Cambuí
- Templo Votivo do Santíssimo Sacramento - Centro

### Forania Nossa Senhora Aparecida
- Paróquia Nossa Senhora Aparecida - Jd. Proença
- Paróquia Nossa Senhora do Perpétuo Socorro - Jd. Nova Europa
- Paróquia Santa Cruz - Jd. Nova Europa
- Paróquia Santa Luzia - Jd. Dos Oliveiras
- Paróquia Santo Antônio - Bairro Ponte Preta
- Paróquia Santo Cura d'Ars - Vila Cura d'Ars
- Paróquia São Judas Tadeu - Vila Lemos

### Forania Nossa Senhora de Fátima
- Paróquia Cristo Rei - Jd. Chapadão
- Paróquia Nossa Senhora Auxiliadora - Jd. Guanabara
- Paróquia Nossa Senhora das Graças - Vila Nova
- Paróquia Nossa Senhora de Fátima - Bairro Taquaral
- Paróquia Nossa Senhora de Lourdes - Jd. Guanabara
- Paróquia Nossa Senhora do Rosário - Jd. Chapadão
- Paróquia São Benedito - Vila Costa e Silva
- Paróquia São Jerônimo Emiliani - Jd. Santa Cândida
- Paróquia Universitária Santo Tomás de Aquino - Campus PUCC
- Capelania Militar Santo Tomás de Aquino e São Judas Tadeu (Ordinariato Militar do Brasil) - EsPCEx (Escola Preparatória de Cadetes do Exército)

### Forania Sant'Ana
- Paróquia Imaculado Coração de Maria - Jd. Flamboyant
- Paróquia Nossa Senhora da Conceição Aparecida - Jd. Myriam
- Paróquia Nossa Senhora da Evangelização - Pq. Brasília
- Paróquia Santa Paulina - Pq. Xangrilá
- Paróquia Santa Rita de Cássia - Bairro Nova Campinas
- Paróquia Sant'Ana - Jd. Santana
- Paróquia Sant'Ana - Distrito de Sousas
- Paróquia São Pedro Apóstolo - Jd. Novo Cambuí
- Paróquia São Charbel - Ordem Libanesa Maronita (OLM) - Jd. Flamboyant

### Forania Santa Mônica
- Paróquia Conceição da Nova Aparecida - Vila Padre Anchieta
- Paróquia Santa Mônica - Jd. Santa Mônica
- Paróquia São Marcos, O Evangelista - Jd. São Marcos
- Paróquia Santos Apóstolos - Vila Boa Vista

### Forania São Francisco de Assis
- Paróquia Dom Bosco - Vila Vitória
- Paróquia Jesus Cristo Libertador - Jd. Florence
- Paróquia Nossa Senhora da Piedade - Jd. São Cristóvão
- Paróquia Santa Inês - Jd. Vista Alegre
- Paróquia Santo Afonso Maria de Ligório - Jd. Itajaí II
- Paróquia Santo Expedito - Jd. Ouro Verde
- Paróquia São Geraldo Magela - Jd. Aeroporto
- Paróquia São Pio X - Jd. Santa Rosa

### Forania São João XXIII
- Paróquia Nossa Senhora Auxílio da Humanidade - Jd. Nova América
- Paróquia Nossa Senhora do Rosário de Pompéia - Vila Pompéia
- Paróquia Sagrada Família - Jd. Santa Cruz
- Paróquia Santa Luzia - Jd. Novo Campos Elíseos
- Paróquia São João Batista - Bairro São João
- Paróquia São João XXIII - Jd. Icaraí
- Paróquia São Joaquim e Sant'Ana - Vila União
- Paróquia São José Operário - Vila Perseu Leite de Barros

### Forania São José
- Santuário Nossa Senhora de Guadalupe - Vila Castelo Branco
- Paróquia Bom Pastor - Bairro Fundação da Casa Popular
- Paróquia da Imaculada - Bairro São Bernardo
- Paróquia Santa Catarina de Alexandria - Vila Teixeira
- Paróquia Santa Edwiges - Jd. Aurélia
- Paróquia Santa Margarida Maria Alacoque - Jd. Quarto Centenário
- Paróquia Santa Teresa D'Ávila - Pq. Industrial
- Paróquia São José - Vila Industrial
- Paróquia Senhor Bom Jesus do Bonfim - Bairro Bonfim

### Forania Santa Teresinha do Menino Jesus
Campinas (Distrito de Barão Geraldo)
- Paróquia Santa Isabel - Distrito de Barão Geraldo
- Paróquia Santo Antônio de Sant´Anna Galvão - Jd. América

Paulínia
- Paróquia Nossa Senhora do Belo Ramo - Jd. Monte Alegre
- Paróquia Sagrado Coração de Jesus - Bairro Nova Paulínia
- Paróquia São Judas Tadeu - Bairro São José

### Forania Cristo Rei
Sumaré
- Paróquia Nossa Senhora Aparecida - Jd. Denadai
- Paróquia Sagrado Coração de Jesus - Jd. Nova Terra
- Paróquia Sant'Ana - Centro
- Paróquia Santa Bárbara - Pq. Bandeirantes
- Paróquia Santa Clara de Assis - Jd. Amélia
- Paróquia Santa Teresinha - Pq. Santa Teresinha
- Paróquia São Francisco de Assis - Nova Veneza
- Paróquia São Miguel Arcanjo - Matão
- Paróquia São Paulo Apóstolo - Jd. João Paulo II
- Paróquia São Pedro Apóstolo - Jd. Picerno

### Forania São José de Anchieta
Elias Fausto
- Paróquia São José - Centro

Indaiatuba
- Paróquia Nossa Senhora da Candelária - Centro
- Paróquia Nossa Senhora de Lourdes - Bairro Helvétia
- Paróquia Nossa Senhora do Perpétuo Socorro - Jd. Morada do Sol
- Paróquia Santa Rita de Cássia - Bairro Cidade Nova
- Paróquia Santa Teresinha - Bairro Itaici
- Paróquia Santo Antônio - Jd. Morada do Sol
- Paróquia São Francisco de Assis - Bairro CECAP

### Forania Nossa Senhora do Patrocínio
Hortolândia
- Paróquia Nossa Senhora Aparecida - Jd. Rosolen
- Paróquia Nossa Senhora Aparecida dos Campos Verdes - Jd. Campos Verdes
- Paróquia Nossa Senhora do Rosário - Vila Real
- Paróquia Santa Luzia - Jd. Amanda
- Paróquia São Guido Maria Conforti - Jd. Novo Ângulo
- Paróquia São João Paulo II - Jd. Santa Clara do Lago
- Paróquia Nossa Senhora do Amparo - Remanso Campineiro

Monte Mor
- Paróquia Nossa Senhora do Patrocínio - Centro
- Paróquia Santo Antônio - Jd. Santo Antônio
- Paróquia São Francisco de Assis - Jd. Alvorada

### Forania Santa Cruz
Valinhos
- Paróquia São José de Anchieta - Jd. Bom Retiro
- Paróquia Sant'Ana - Vila Santana
- Paróquia São Cristóvão - Bairro São Cristóvão
- Paróquia São Sebastião - Centro
- Paróquia Nossa Senhora das Graças - Jd. São Marcos

Vinhedo
- Paróquia Nossa Senhora de Lourdes - Bairro Capela
- Paróquia Sant'Ana - Centro
- Paróquia São Sebastião - Bairro Nova Vinhedo
- Paróquia São Francisco de Assis - Vila João XXIII

### Oratório Particular com Celebração Pública
- Capela Maria Porta do Céu (conhecida como "Santuário" Nossa Senhora Desatadora dos Nós)

### Circunscrições Pessoais
- Paróquia São Charbel - Ordem Libanesa Maronita (OLM)
- Igreja de São Martinho - Ordem Libanesa Maronita (OLM)
- Paróquia São Jung Ha Sang (Coreana)
- Capelania Militar Santo Tomás de Aquino e São Judas Tadeu - Ordinariato Militar do Brasil
- Prelazia da Santa Cruz e Opus Dei